# Philip Johannes Bachiene
Philip Johannes Bachiene (Amsterdam, 3 december 1814 - 's-Gravenhage, 14 maart 1881) was een negentiende-eeuws liberaal/ politicus en Thorbeckiaans Tweede Kamerlid.

## Leven en werk

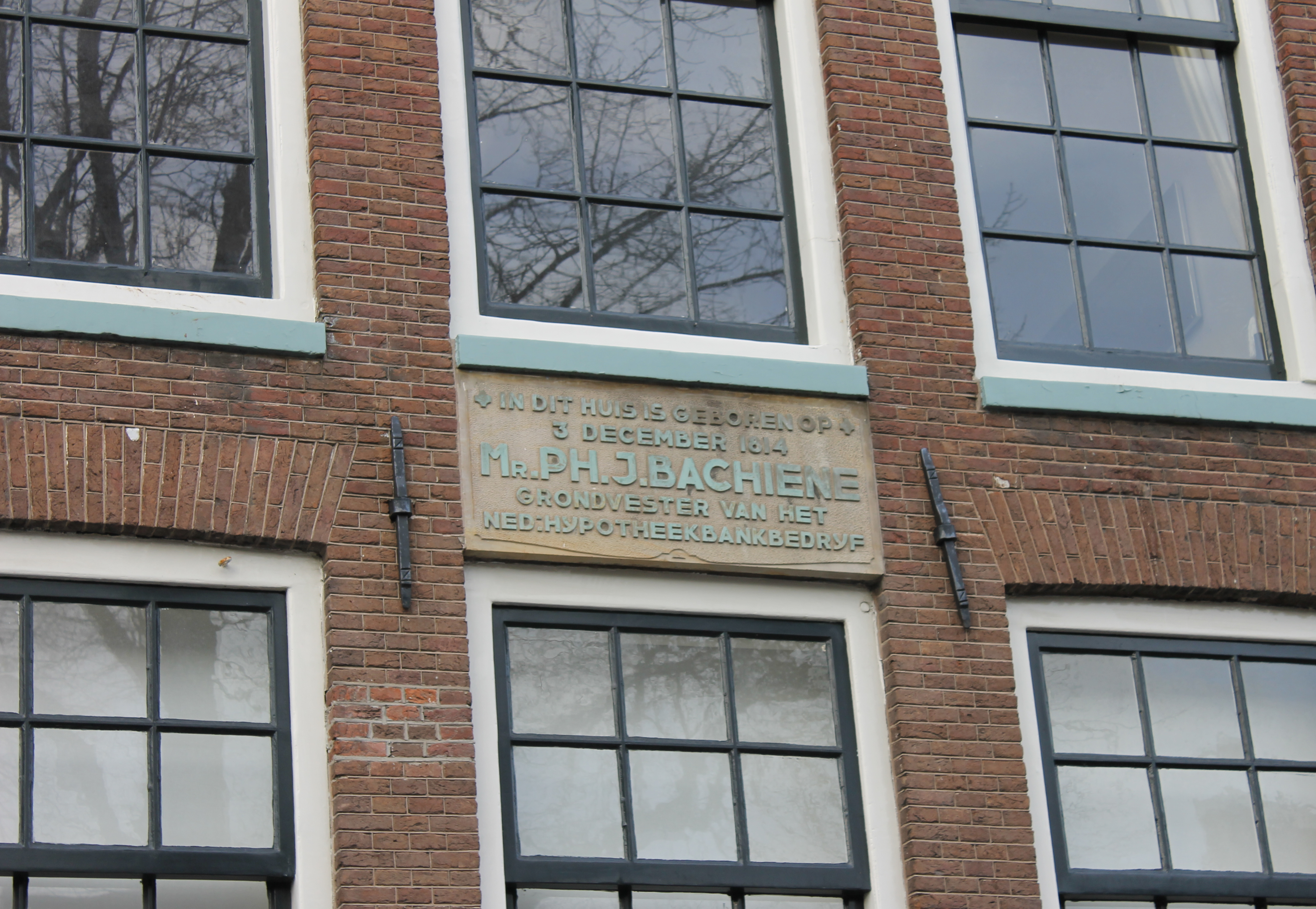
Plaquette op het geboortehuis van Bachiene, aan de Keizersgracht te Amsterdam

Bachiene was een volgeling van Thorbecke en vier jaar Tweede Kamerlid voor een Zeeuws district. Hij werd door koning Willem III gepasseerd voor de Algemene Rekenkamer, maar werd in 1862 wel staatsraad. Hij was voor hij Kamerlid werd belastingambtenaar. Verder was hij van 22 november 1852 tot 27 april 1853 lid van de eerste parlementaire enquêtecommissie voor de Parlementaire enquête naar de accijns op zout. In 1875 kreeg Bachiene een eredoctoraat van de Universiteit Leiden. 
Bachiene trouwde Gerarda Velsberg; zij kregen drie kinderen, een zoon en een twee dochters.

## Tweede Kamer
| Periode                                             |
| --------------------------------------------------- |
| 13-02-1849 t/m 19-08-1850 07-10-1850 t/m 25-04-1853 |

## De Bachiene-stichting
De dochter van Bachiene, Marianne Carolina Francisca Baart de La Faille (19 november 1847 - 25 juli 1912) bestemde in haar laatste wilsbeschikking een legaat voor een fonds ter nagedachtenis van haar vader: `Dat fonds zou moeten dienen òf voor het uitschrijven van prijsvragen over onderwerpen van natuurkundige wetenschappen, bepaaldelijk de phsysiologie van den mensch, de zoölogie of de sterrekunde, òf wel tot het verstrekken van beurzen aan veelbelovende en onbemiddelde studenten in die takken van wetenschap.’
Prijsvragen zijn al gedurende lange tijd niet meer uitgeschreven, maar er werden wel een aantal studiebeurzen toegekend. Sinds 2007 wordt door de stichting de Bachiene-prijs uitgereikt. Deze stimuleringsprijs voor jonge veelbelovende onderzoekers bestaat uit een penning en een geldbedrag van € 5000 voor eminent werk op de wetenschapsterreinen die in de statuten van de stichting genoemd worden (fysiologie, zoölogie en sterrenkunde). De prijs is uitgereikt aan:
- J.T. (Jack) Pronk (2007)
- T.H. (Tjerk) Oosterkamp (2011)